# ۱۷ آوریل
۱۷ آوریل در تقویم گرگوری، صد و هفتمین (در سال‌های کبیسه صد و هشتمین) روز سال است. ۲۵۸ روز تا پایان سال باقی است.

## رویدادها
- ۱۹۲۳- نخستین فیلم ناطق جهان به نمایش درآمد.
- ۱۹۴۱- پادشاهی یوگسلاوی در طی جنگ دوم جهانی تسلیم آلمان شد.
- ۱۹۴۶- سوریه استقلال خود را بازیافت.
- ۱۹۷۱ - جمهوری بنگلادش تحت رهبری شیخ مجیب الرحمان در این کشور شکل گرفت.
- ۱۹۷۸ - با سقوط فنوم پن پایتخت کامبوج و تسلیم قوای دولتی جنگ داخلی کامبوج با پیروزی خمرهای سرخ به پایان رسید.
- ۱۹۸۶- شرکت رایانه‌ای آی بی ام نخستین چیپ با ظرفیت مگابایترا به جهان رایانه عرضه کرد.
- ۱۹۸۶- جنگ سیصد و پنجاه ساله بین هلند و جزیره سیلی به پایان رسید.
- ۲۰۰۶- در حمله انتحاری یک فلسطینی در تل آویو ۱۱ نفر کشته شدند.

## زادروزها
- ۱۸۹۴ – نیکیتا خروشچف نخستین دبیر کل حزب در اتحاد جماهیر شوروی.
- ۱۹۵۵ – پاتریشیا باربیزت، بازرگان اهل فرانسه
- ۱۹۸۲ - لی جون کی، بازیگر، مدل و خوانندهٔ اهل کره جنوبی

## درگذشت‌ها
- ۴۸۵- پروکلوس فیلسوف، نویسنده و ریاضیدان یونانی.
- ۱۹۹۳ - جمال حمدان، جغرافی‌دان و نویسنده مصری.
- ۲۰۱۴ - گابریل گارسیا مارکز، رمان‌نویس، نویسنده و روزنامه‌نگار کلمبیایی.